# Haksan-myeon, Yeongdong-gun
Haksan-myeon (koreanska: 학산면) är en socken i kommunen Yeongdong-gun i provinsen Norra Chungcheong i den centrala delen av Sydkorea, 180 km sydost om huvudstaden Seoul.